# Duwamish (rivier)
De Duwamish (River) (ook Duwamish Waterway) maakt deel uit van de 105 kilometer lange Green River. Het stuk is in totaal 19 kilometer lang en loopt tot aan de monding van de Green River in de Elliott Bay. De Duwamish River stroomt door de haven van Seattle.
De rivier kende vroeger veel meanders, maar na het kanaliseren van de rivier in 1913 is het grootste deel van de rivier rechtgetrokken. Het gebied rond de rivier werd voor de komst van de Europeanen in 1851 al bewoond door Dkhw’Duw’Absh (indianen).

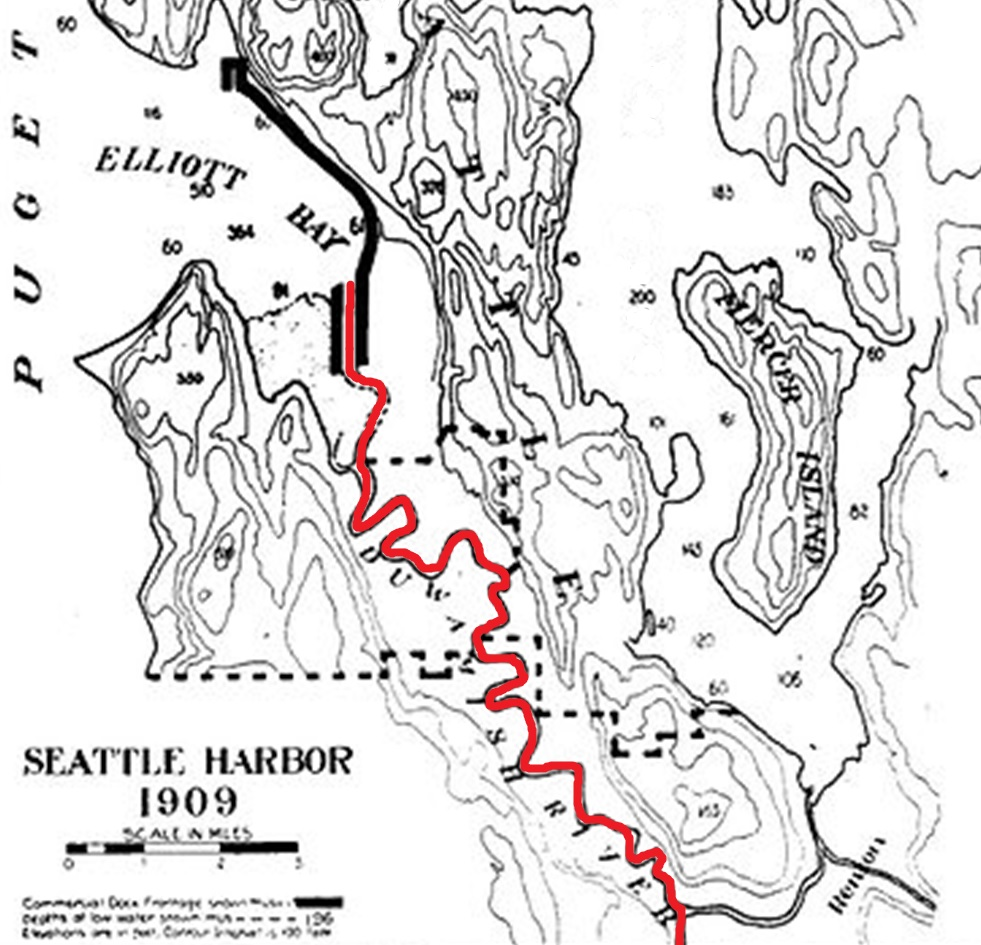
De Duwamish vóór de kanalisering

- Library of Congress Control Number: sh91001308
- National Archives and Records Administration: 10042671
- Nationale Bibliotheek van Israël: 987007551308805171
- Virtual International Authority File: 315527450